# Bicentenario de los Estados Unidos

Logotipo del Bicentenario.

El Bicentenario de los Estados Unidos fue celebrado el domingo 4 de julio de 1976, conmemorando el 200.º aniversario de la adopción de la Declaración de Independencia.

## Bandera
Fue diseñada una bandera especial para conmemorar el Bicentenario, la cual poseía un fondo blanco y el emblema oficial de las celebraciones. Esta bandera fue desplegada en las guardias de honor y en mástiles de lugares públicos en todo el país durante 1976, usualmente a la izquierda o debajo de la bandera oficial de los Estados Unidos.

## Eventos
Los eventos oficiales del Bicentenario se iniciaron más de un año antes de la fecha celebrada. El 1 de abril de 1975 fue inaugurado el Tren de la Libertad Americana en Wilmington, Delaware, para iniciar su recorrido de 21 meses y 25.388 millas a través de los 48 estados que se encuentran en la zona continental. El 18 de abril de 1975, el presidente Gerald Ford arribó a Boston para encender una tercera lámpara en el histórico edificio Old North Church, simbolizando el tercer siglo de Estados Unidos. Al día siguiente, Ford entregó un discurso en conmemoración al 200.º aniversario de las Batallas de Lexington y Concord en Massachusetts, las cuales dieron inicio a la Guerra de Independencia Estadounidense contra el dominio colonial británico. Un sello postal conmemorativo del Bicentenario presenta una pintura de las batallas, hecha por Henry Sandham (1842-1912), y fue emitido ese mismo día para conmemorar el hecho.
Las festividades incluyeron elaborados espectáculos de fuegos artificiales en los cielos de las principales ciudades estadounidenses. El espectáculo ofrecido en Washington D. C. fue presidido por el presidente Ford y televisado a nivel nacional. Una gran flota internacional de barcos tradicionales arribó a Nueva York el 4 de julio y después estuvieron alrededor de una semana en Boston. Estos desfiles náuticos, presenciados por varios millones de espectadores, fueron llamados Operation Sail y éste fue el segundo de cinco eventos similares realizados (1964, 1976, 1986, 1992 y 2000). Los veleros anclaron y permitieron que el público abordara los barcos en ambas ciudades.
Como celebración del Boston Tea Party, en dicha ciudad, una gran cantidad de gente celebró el "People's Bi-Centennial" (Bicentenario del Pueblo en español). Varias personas lanzaron cajas que contenían las marcas "Gulf Oil" y "Exxon" a la Bahía de Boston, como una muestra simbólica de oposición al poder corporativo.

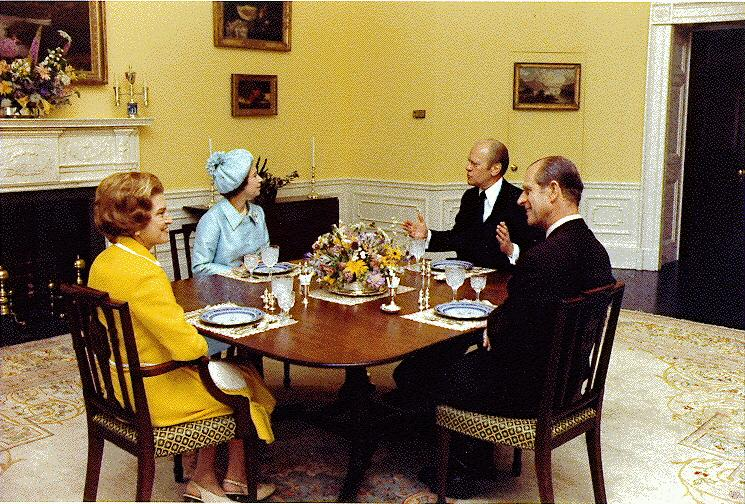
La primera dama Betty Ford con su esposo el Presidente Gerald Ford, y la Reina Isabel II con el Príncipe Felipe, Duque de Edimburgo en el Comedor Presidencial durante la visita de estado de 1976 para el Bicentenario de los Estados Unidos.

La Reina Isabel II del Reino Unido y su esposo, el Príncipe Felipe, Duque de Edimburgo, realizaron una visita especial de estado a los Estados Unidos para recorrer el país y participar de las festividades del Bicentenario con el presidente Ford y su esposa. Su visita a bordo del Yate Real Britannia incluyó paradas en Filadelfia, Washington D. C., Virginia, Nueva York, Connecticut, y Massachusetts.
Algunas manifestaciones locales de celebración incluyeron el pintado de buzones y grifos de incendios con los colores patrios (rojo, blanco y azul). Una ola de patriotismo y nostalgia sacudió a la nación y hubo un sentimiento general de que la decadente era de la Guerra de Vietnam y el escándalo Watergate de 1974 finalmente habían llegado a su fin.
En Washington D. C., el Instituto Smithsoniano inauguró una exhibición permanente en el Edificio de las Artes e Industrias que replicaba a la Exposición Universal de Filadelfia (1876), realizada para conmemorar el Centenario de los Estados Unidos. Muchas de las pertenencias exhibidas en el museo datan de la exposición de Filadelfia de 1876. El Smithsoniano también inauguró el salón de exposición permanente para el Museo Nacional del Aire y el Espacio el 1 de julio de 1976.
La NASA conmemoró el Bicentenario instalando una exhibición de ciencia y tecnología, ubicada en una serie de domos geodésicos en el estacionamiento del Vehicle Assembly Building (VAB), denominada Third Century America. Una bandera estadounidense y el emblema del Bicentenario fueron pintadas en un costado del edificio; el emblema se mantuvo hasta 1998, cuando fue reemplazado por el logotipo de la NASA. La agencia espacial había planificado el aterrizaje en Marte de la sonda Viking 1 para el 4 de julio, pero fue retrasado hasta el 20 de julio, día del aniversario del alunizaje del Apollo 11.

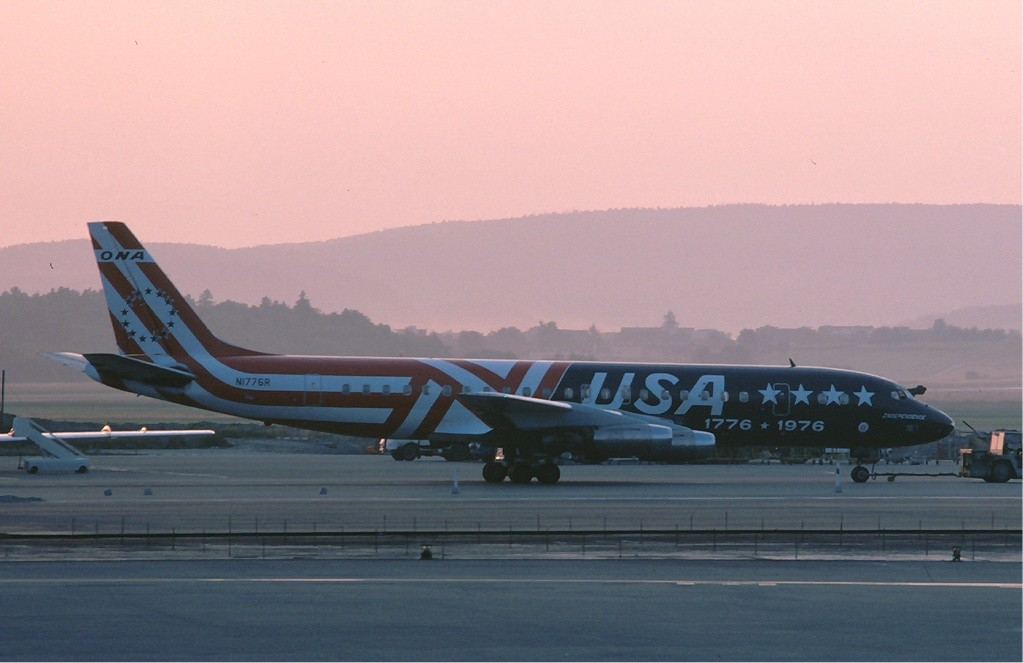
Douglas DC-8 de Overseas National Airways con una gráfica conmemorativa del Bicentenario de los Estados Unidos.

Diversos productos comerciales fueron vendidos en envases alusivos al Bicentenario, fáciles de reconocer por sus colores azul, blanco y rojo. El emblema oficial del Bicentenario fue una marca registrada y se permitió su uso a los productos sólo bajo licencia.
Disneylandia temporalmente reemplazó la Main Street Electrical Parade por la America on Parade y presentaba la canción The Glorious Fourth de los Sherman Brothers. El desfile presentaba fuegos artificiales en la noche y se realizaba dos veces por día entre 1975 y 1977.
John Warner, quien posteriormente fue elegido Senador por Virginia, era el director de la oficina federal que coordinó las celebraciones del Bicentenario.
Nueva Jersey realizó un sorteo especial de su lotería estatal, denominado "Bicentennial Lottery" (Lotería del Bicentenario en español). El ganador recibió 1.776 dólares por semana durante 20 años, generando un total de 1.847.040 dólares.
El Comité Olímpico de los Estados Unidos inició dos candidaturas para ser anfitriones de los Juegos Olímpicos de Invierno y de Verano de 1976, con tal de celebrar el Bicentenario. Los Ángeles se postuló para los Juegos Olímpicos de Verano de 1976 pero perdió ante Montreal, Canadá. Denver fue nominada para ser sede de los Juegos Olímpicos de invierno de 1976, pero debido a los altos costos, el estado de Colorado votó en contra y el Comité Olímpico Internacional le entregó la sede de los Juegos de Invierno de 1976 a Innsbruck, Austria, quien había sido la anfitriona en 1964. Como resultado, no hubo Juegos Olímpicos en Estados Unidos en 1976 (sin embargo, Lake Placid fue sede de los Juegos de Invierno en 1980, y Los Ángeles albergó los Juegos de Verano en 1984).
Filadelfia, debido a su sitio histórico como sede del Congreso Continental y de la firma de la Declaración de Independencia de los Estados Unidos, fue elegida para ser la anfitriona en 1976 del All-Star Game de la NBA, el All-Star Game de la NHL, el Final Four de la NCAA, y el All-Star Game de la MLB, en la cual el presidente Ford lanzó la primera bola del encuentro.

## Monedas y sellos postales
En octubre de 1973, el Departamento del Tesoro anunció un concurso público para seleccionar nuevos diseños para las monedas de 25 y 50 centavos, más la moneda del dólar. Se recibieron más de 1000 diseños. La moneda de 25 centavos presentaba un tamborilero de la época colonial y una antorcha rodeada por 13 estrellas, diseñadas para Jack L. Ahr. La moneda de 50 centavos poseía el Independence Hall, diseñado por Seth G. Huntington. En la moneda del dólar de plata, diseñada por Dennis R. Williams, aparecía la Campana de la Libertad sobrepuesta en un dibujo de la Luna. Todas estas monedas poseían la inscripción "1776-1976"
El Servicio Postal de los Estados Unidos emitió diversos sellos postales para conmemorar el 200.º aniversario de varios eventos nacionales conectados con el Bicentenario de los Estados Unidos. Fue también la primera vez en la historia del Servicio Postal de Estados Unidos en la que varias oficinas de correos atendieron al público en un día domingo.

## Televisión

### Programas especiales emitidos el 3 y 4 de julio de 1976
- In Celebration of US (CBS), cobertura de 14 horas presentada por Walter Cronkite
- Glorious Fourth (NBC), cobertura de 10 horas
- Great American Birthday Party (ABC), presentado por Harry Reasoner
- Happy Birthday, America (NBC), presentado por Paul Anka
- Bob Hope's Bicentennial Star-Spangled Spectacular (NBC)
- Best of the Fourth (NBC), resumen con David Brinkley y John Chancellor
- Transmisión satelital de la presentación en vivo de la One O'Clock Lab Band de la Universidad del Norte de Texas en Moscú (NBC), auspiciado por el Departamento de Estado
- Days of Liberty (WABC-TV - Nueva York), especial de dibujos animados

### Programas emitidos el sábado en la mañana
En los meses previos al Bicentenario, Schoolhouse Rock, una serie de cortos animados educativos, fueron emitidos por la cadena ABC entre los programas de las mañanas del sábado, creando una sub-serie titulada "History Rock", a pesar de que el nombre oficial era "America Rock". Los diez segmentos cubrieron varios aspectos de la historia estadounidense y el gobierno.
En 1975, CBS estrenó un refrito de la serie animada Archie, titulado The U.S. of Archie; desafortunadamente, dicha versión no fue exitosa, y fue sacada del aire en septiembre de 1976.

## Obsequios

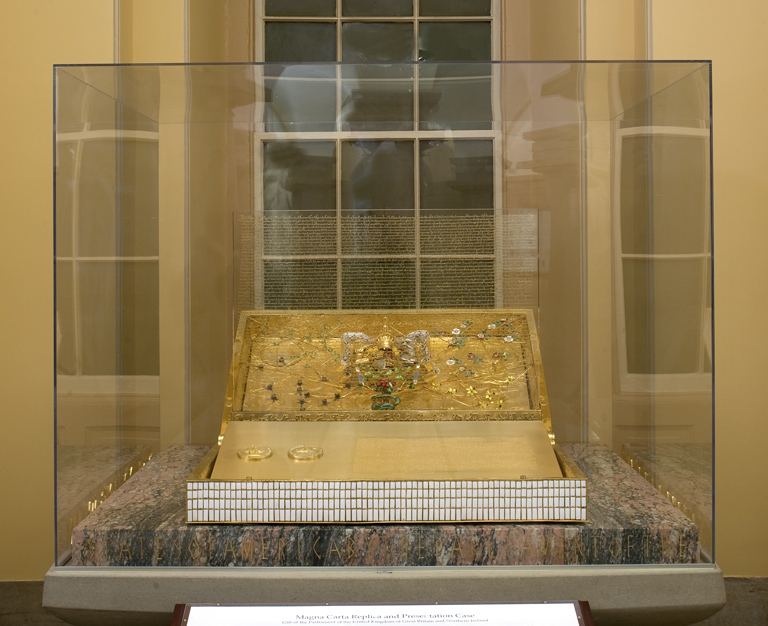
Réplica de la Magna Carta y caja que la contiene.

Varias naciones entregaron obsequios a los Estados Unidos como símbolo de amistad. Algunos de ellos fueron:
Canadá, a través del National Film Board of Canada, produjo el libro Between Friends/Entre Amis ("Entre Amigos" en español) que consistía en un ensayo fotográfico acerca de la vida en la frontera Estados Unidos-Canadá. El libro fue donado a bibliotecas en todo el país y se presentaron ediciones especiales para el presidente Ford y otros oficiales.
El gobierno de Francia y el Museo del Louvre armaron una exhibición de pinturas en cooperación con el Instituto de Artes de Detroit y el Museo de Arte Metropolitano que viajó a Detroit y Nueva York después de ser mostrada en París. La exhibición, titulada French Painting 1774-1830: The Age of Revolution, incluía obras de 94 artistas franceses de aquel período. Muchas de las 149 obras en la exhibición nunca habían sido vistas fuera de Francia e incluían La Libertad guiando al pueblo de Eugène Delacroix, Júpiter y Tetis de Jean Auguste Dominique Ingres y un retrato de Maximilien Robespierre por Adélaïde Labille-Guiard.
El gobierno de Francia construyó y decoró el Teatro Terrace, que posee 513 asientos, ubicado en el Centro John F. Kennedy para las Artes Escénicas de Washington.
El Parlamento del Reino Unido prestó una de las cuatro copias existentes de la Magna Carta para su exhibición en el Capitolio de los Estados Unidos. El documento fue mostrado en una caja diseñada por el artista Louis Osman y que consistía de oro, acero inoxidable, rubíes, perlas, zafiros, diamantes y esmalte blanco. Estaba sobre una base de pegmatita y arenisca de Yorkshire. El documento fue exhibido sobre una réplica de oro desde el 3 de junio de 1976 hasta el 13 de junio de 1977, fecha en que fue devuelto. La caja y la réplica de oro se mantienen en exhibición en el Capitolio.
Monumento Quijote sobre Clavileño del universal escultor español Aurelio Teno. Obsequio del Gobierno español al pueblo americano en conmemoración del Bicentenario de los Estados Unidos de América.

## Galería de imágenes

Celebraciones del Bicentenario de los Estados Unidos
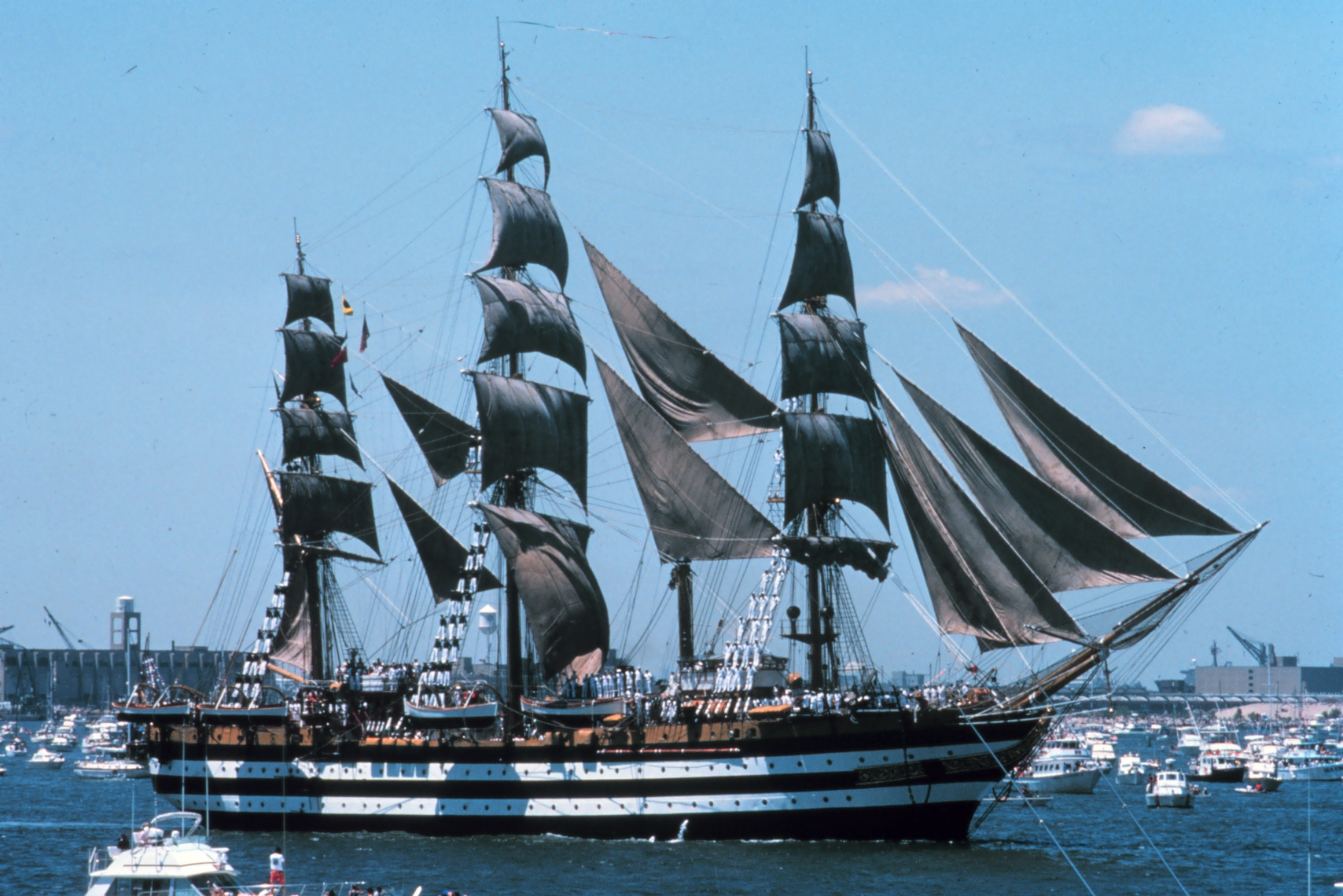
El barco italiano Amerigo Vespucci en la Bahía de Nueva York durante la celebración (4 de julio de 1976).
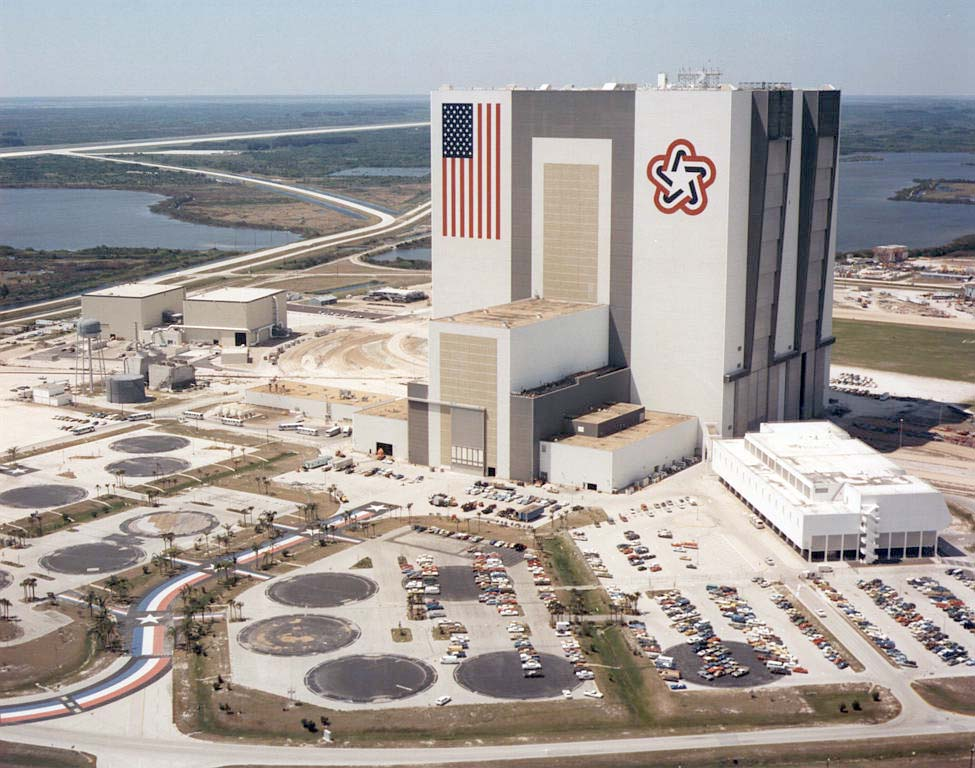
Vehicle Assembly Building de la NASA en 1977. Los círculos oscuros señalan la ubicación de los domos para la exhibición Third Century America.
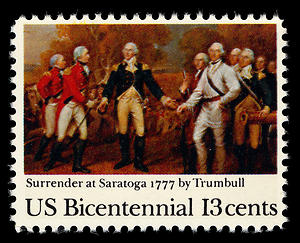
Estampilla conmemorativa del Bicentenario de Estados Unidos que representa la rendición inglesa tras la Batalla de Saratoga.
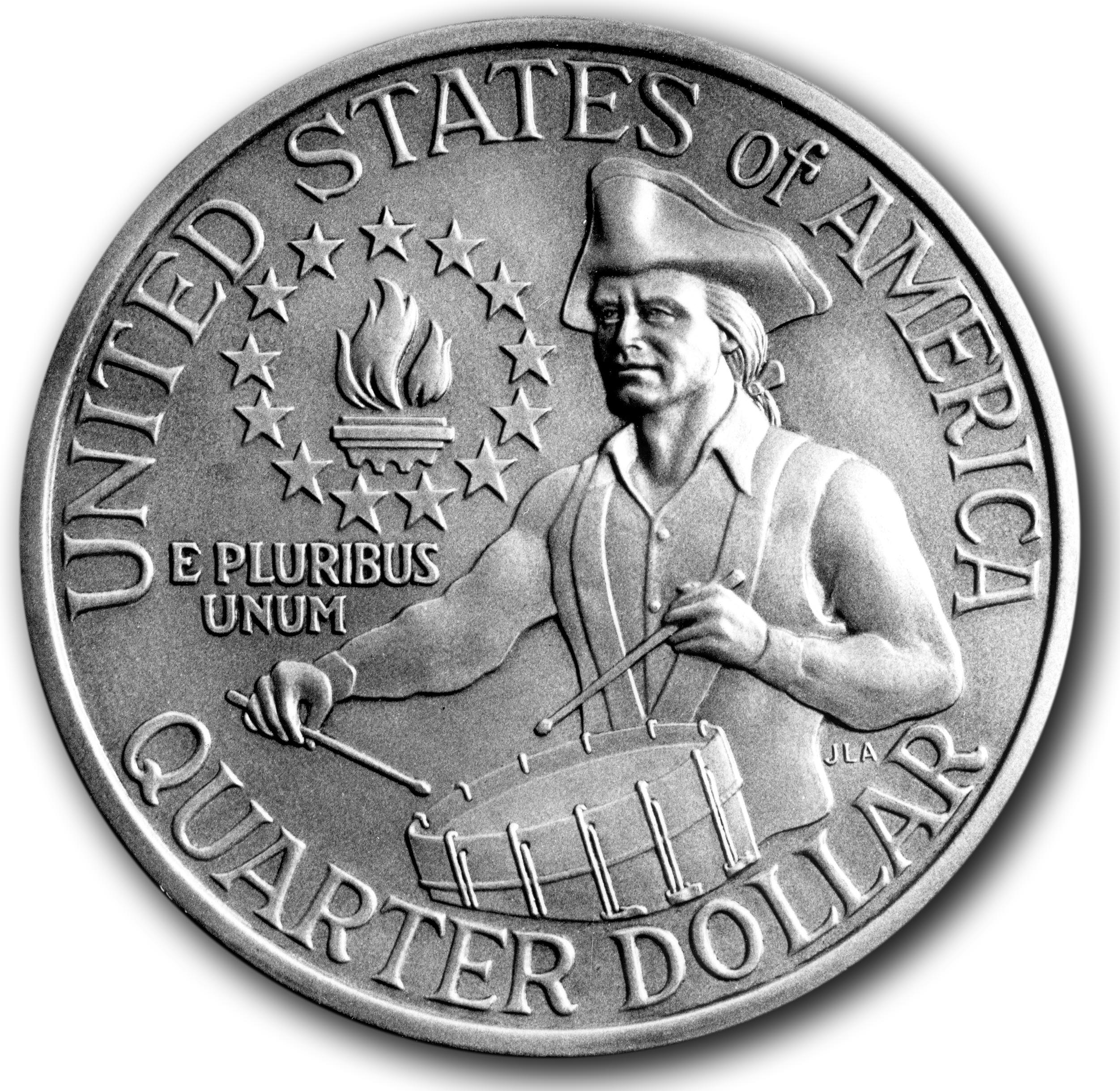
Reverso de la moneda de 25 centavos conmemorativa del Bicentenario, fechada 1776-1976
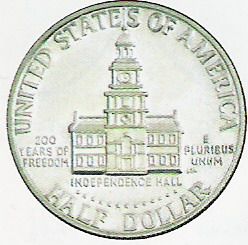
Reverso de la moneda de 50 centavos conmemorativa del Bicentenario, fechada 1776-1976.
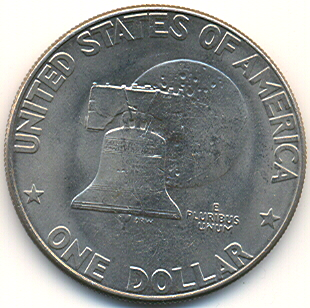
Reverso de la moneda de un dólar conmemorativa del Bicentenario, fechada 1776-1976.